# おとめの姿しばしとどめむ
おとめの姿しばしとどめむ（おとめのすがたしばしとどめむ）は、日本の女性アイドルグループ。愛称は「おとめむ」。

## 概要
おとめの姿しばしとどめむは、百人一首、和歌として遺されてきた遍昭が詠んだ歌「天つ風　雲の通ひ路　吹きとぢよ　をとめの姿　しばしとどめむ」から命名され、平安時代の舞姫が現代に舞い降り、日本を元気にする為に結成されたアイドルグループである。ボイストレーナーは瀬戸山清香。
2025年2月5日時点で4名のメンバーがいる。

## 来歴

### 2020年
11月、企画始動

### 2021年
1月、メンバーオーディション開始。一次審査。
2月、メンバーオーディション二次審査。
3月、メンバーオーディション面談、最終審査。グループ結成。
4月、レッスン開始。
6月16日、メンバーオーディション応募動画をおとめむ事務所の公式Twitterにて公開。1人目はみさき(矢野みさき)。当時15歳。
6月20日、メンバーオーディション応募動画公開。2人目はあお。当時15歳。
6月27日、メンバーオーディション応募動画公開。3人目はひろき。当時16歳。
7月1日、メンバーオーディション応募動画公開。4人目はりん。当時14歳。
7月25日、おとめむ事務所の公式Twitterにてメンバー初顔出し動画を公開。
7月26日、デビューライブの開催が決定。開催日は8月29日。
8月12日、オフィシャルサイトが設立。
　　　　　下北FMに生出演。初のメディア出演となる。
8月23日、あお、ひろきが脱退。みさき、りんの2名での活動となる。
8月29日、デビューLIVEをSHIBUYA DESEOminiで開催。
10月10日、対バンライブに初出演。会場は高田馬場BSホール。りんが体調不良のため不参加となり、以後みさき1名での活動となる。

### 2022年
2月20日、おとめむ事務所に水瀬愛莉、木口京香、MIMAが加入。
4月25日、水瀬愛莉、木口京香、MIMAが新メンバーとして加入し、矢野みさきを含む4名で活動を開始。MIMAはスペイン在住のため、当面の間のライブは3名で行うこととなる。
5月8日、新メンバー加入後、初となる対バンライブを池袋リヴォイスで行った。
6月16日、おとめむ事務所に依都が加入。
8月6日、MIMAが来日。
8月29日、依都が新メンバーとして加入。メンバー5名の新体制となる。5名での新アー写、MV画像も公開となった。
9月1日、おとめむ事務所主催の初のワンマンライブ開催が発表された。開催日は10月30日。会場はSHIBUYA DESEOmini。
10月26日、おとめむのイメージキャラクター"おとにゃん"が誕生。デザインはメンバーの依都が考案。
10月30日、SHIBUYA DESEOminiで初のワンマンライブを開催。MIMA、依都にとってのデビューライブとなる。
11月5日、おとめむ初のMusic Video「Hirari Mau」をおとめむ事務所Youtubeにて公開。
11月9日、プロバスケットボールBリーグのサンロッカーズ渋谷 vs 群馬クレインサンダーズ 戦のハーフタイムショーへの出演が決定。12月18日に青山学院記念館で開催される。
11月22日、マヨバカ学園12月期のゲストとしてMIMAが出演。ライブ配信アプリ マシェバラ内のギフティングランキングで月間1位を獲得すると地上波「真夜中のおバカ騒ぎ」へ出演できる。また、特別枠で1名がキューカットに出演できる。配信審査期間は11月22日から12月5日まで。
12月16日、群馬クレインサンダーズ所属選手が新型コロナウイルス感染症の陽性判定を受けたことにより、12月18日のサンロッカーズ渋谷 vs 群馬クレインサンダーズ 戦の開催が中止。
12月20日、マヨバカ学園1月期のゲストとして依都、MIMAが出演。配信審査期間は12月20日から1月9日まで。
12月21日、おとめむ事務所主催のワンマンライブを六本木BIG HOUSEで開催。MCにはスペシャルゲストとしてお笑い芸人 レギュラーが出演。

### 2023年
1月10日、マヨバカ学園1月期の審査でMIMAが2位となり特別枠を受賞。キューカットへの出演が決定。
1月24日、マヨバカ学園2月期のゲストとして依都が出演。配信審査期間は1月24日から2月6日まで。
1月29日、「恋しかるらむ」のMVがおとめむのTiktokにて公開された。
2月9日、グラビアプレス vol.5 マシェバラプロデュース枠誌面掲載オーディションに、矢野みさき、水瀬愛莉、MIMA、依都、の4名が参加。総合ランキング第1位または特別賞に選ばれるとゲレンデ撮影をテーマにした写真がグラビアプレス vol.5に掲載される。オーディション期間は2月9日から2月16日まで。
2月12日、PayPayドームにて開催されるMUSIC CIRCUS FUKUOKAへの出場をかけた「東西聖戦 IDOL COLOSSEUM」の東京1回戦に参加。会場はWARP SHINJUKU。2回戦へ進出可能なグループは上位35組+敗者復活1組。
2月13日、劇団バルスキッチンの舞台「どぎまぎメモリアル」4月公演に水瀬愛莉の出演が決定。4月5日から4月9日までの5日間にAチーム5公演、Bチーム5公演の計10公演が行われる。水瀬愛莉はBチームに出演。
2月19日、「東西聖戦 IDOL COLOSSEUM」の東京2回戦への進出が決定。1回戦のおとめむの順位は9位。
2月20日、マヨバカ学園3月期のゲストとして木口京香、MIMA、矢野みさきが出演。配信審査期間は2月20日から3月6日まで。
2月23日、水瀬愛莉 初の生誕祭を渋谷 CLUB CAMELOT B2で開催。おとめむにとって初の生誕祭。おとめむ候補生が参加しないワンマンライブは初。セットリストなどは水瀬愛莉が自己プロデュース。
2月26日、「東西聖戦 IDOL COLOSSEUM」の東京2回戦に参加。会場はWARP SHINJUKU。3回戦へ進出可能なグループは上位27組+敗者復活1組。
3月6日、「東西聖戦 IDOL COLOSSEUM」の東京3回戦への進出が決定。2回戦のおとめむの順位は11位。
3月7日、マヨバカ学園3月期の審査で矢野みさきが1位を獲得。地上波「真夜中のおバカ騒ぎ」の4月期放送に出演が決定。
3月12日、中止となっていたサンロッカーズ渋谷 vs 群馬クレインサンダーズ 戦のハーフタイムショーへ出演。
3月19日、「SOGAフェス」に出演。会場はフェスティバルウォーク蘇我。
　　　　　日本テレビ特番「あのとき告っていればどうなった？！」にエキストラ出演。カラオケのシーンに3秒ほど出演。
3月21日、MIMA 初の生誕祭を渋谷 CLUB CAMELOT B2で開催。
3月23日、マシェバラにて行われるSAKE TEAブランド「LUDENS」渋谷ビジョン放送＆ポスターPRアンバサダーオーディションに水瀬愛莉が参加。審査期間は3月23日から3月29日まで。
3月28日、「東西聖戦 IDOL COLOSSEUM」の東京準決勝への進出が決定。3回戦のおとめむの順位は7位。
4月2日、「マヨバカ10周年記念イベント」出演権を賭けたマヨバガールズ人気投票が開催され矢野みさきがエントリー。イベントに参加できるのは上位4名。投票期間は4月2日から4月16日まで。
4月3日、マヨバカ学園4月期のゲストとして木口京香、MIMAが出演。地上波「真夜中のおバカ騒ぎ」が4月のオンエアをもって放送終了となるため上位者特典が変更となる。1位は渋谷クロスFM特番に50分間ゲスト出演（所属グループ全員参加OK）、2位は渋谷クロスFM特番に50分間アシスタントMCとして出演（本人のみ）、3位は渋谷クロスFM特番にてMV放映。配信審査期間は4月3日から4月17日まで。
4月18日、マヨバカ学園4月期の審査で木口京香が1位となり、4月29日の渋谷クロスFM特番におとめむメンバー全員での出演が決定。MIMAも3位となり同特番でのMV放映も決定。
　　　　「東西聖戦 IDOL COLOSSEUM」の東京決勝への進出が決定。準決勝のおとめむの順位は7位。
4月29日、渋谷クロスFMの「マヨバカ学園 特別番組」に50分間ゲストとして出演。
4月30日、木口京香、矢野みさき 初の生誕祭を渋谷 CLUB CAMELOT B2で開催。同日に2名の生誕祭を行うのは初。木口京香が「フライディ・チャイナタウン」、矢野みさきが「風になる」をカバーし、ソロで披露。
5月6日、「東西聖戦 IDOL COLOSSEUM」の東京決勝へ出演。決勝のおとめむの順位は8位。PayPayドーム出場は果たせなかった。
5月7日、テレビ埼玉の『極楽山本・ロンブー亮の「ARIGATEENA TV」』 #132に木口京香、MIMA、依都が出演。
5月24日、木口京香が脱退。依都が中国へ一時帰国。当面、矢野みさき、水瀬愛莉、MIMAの3名での活動となる。
5月30日、おとめむの新企画「日本再生計画」が始動。日本再生計画の第一弾は滋賀県大津市の関蝉丸神社に決定。
　　　　　マヨバカ学園6月期のゲストとして水瀬愛莉が出演。配信審査期間は6月6日から6月26日まで。
5月31日、びわ湖放送「♭(ふらっと)びわ湖」の番組内で「アイドルによる日本再生計画第1弾-関蝉丸神社」の取り組みが放送されることが決定。放送日は6月3日。
　　　　　ナカマチ放送局 BIWA CHANNEL FM80.0MHzへのレギュラー出演が決定。番組名は「おつめむVoice」。
6月27日、マヨバカ学園6月期の審査で水瀬愛莉が1位となり、7月2日の渋谷クロスFM特番におとめむメンバー全員での出演が決定。
7月2日、アイドルソロクイーンコンテストに水瀬愛莉、MIMAの参加が決定。水瀬愛莉は予選Dブロック、MIMAは予選Eブロックに出場。関東地区予選は7月8日。会場は王子ドームホール。
7月8日、アイドルソロクイーンコンテストにて、水瀬愛莉が予選Dブロック3位、MIMAが予選Eブロック1位となり予選を通過。準々決勝は7月22日。
7月22日、アイドルソロクイーンコンテスト準々決勝にて、水瀬愛莉がBブロック6位、MIMAがAブロック1位となり準決勝へ進出。準決勝は7月23日。
7月23日、アイドルソロクイーンコンテスト準決勝にて、水瀬愛莉がCブロック10位、MIMAがDブロック7位となり決勝進出は果たせなかった。
7月25日、マヨバカ学園8月期のゲストとして水瀬愛莉が出演。配信審査期間は8月1日から8月14日まで。
7月30日、千葉テレビ「チアアップ★インディーズK」の番組収録連動ライブ「Girls, Be Higher Self Vol.24」に参加。会場は中目黒スパークジョイ。
8月1日、ナカマチ放送局の番組「Bun Bun 文化」のパーソナリティに水瀬愛莉が就任。8月末まで、毎週木、金曜日に放送。
8月13日、びわ湖放送「♭(ふらっと)びわ湖」に水瀬愛莉が出演。
9月5日、マヨバカ学園9月期のゲストとして水瀬愛莉が出演。配信審査期間は9月12日から9月25日まで。
9月26日、マヨバカ学園9月期の審査で水瀬愛莉が2位となり、10月1日の渋谷クロスFM特番のアシスタントMCとして水瀬愛莉の出演が決定。
9月28日、千葉テレビ「チアアップ★インディーズK」にておとめむのライブ映像が放送された。本放送はYoutubeにて視聴可能。
10月1日、渋谷クロスFMの「マヨバカ学園特番」のアシスタントMCとして水瀬愛莉が出演。
10月3日、マヨバカ学園10月期のゲストとして水瀬愛莉が出演。配信審査期間は10月10日から10月30日まで。
10月11日、日本テレビ「あのとき告っていればどうなった？！」に水瀬愛莉がエキストラ出演。
10月12日、渋谷クロスFMの「すきラジ」に水瀬愛莉がゲスト出演することが急遽決定。
11月7日、マヨバカ学園11月期のゲストとして水瀬愛莉が出演。配信審査期間は11月14日から11月27日まで。
11月27日、マヨバカ学園11月期の審査で水瀬愛莉が2位となり、12月3日の渋谷クロスFM特番のアシスタントMCとして水瀬愛莉の出演が決定。
12月1日、『「ARIGATEENA TV」熱闘マシェバラGIRLSへの道』に水瀬愛莉が参戦することが決定。上位11名はテレビ埼玉の『極楽山本・ロンブー亮の「ARIGATEENA TV」』 に3ヵ月継続出演となる。配信審査期間は12月2日から12月15日まで。
12月3日、渋谷クロスFMの「マヨバカ学園特番」のアシスタントMCとして水瀬愛莉が出演。
12月6日、マシェバラの「真剣劇場！ガチトーーク -リアルイベント-」に水瀬愛莉の出演が決定。水瀬愛莉は第2部のアニメ部門に参加。日程は12月13日。会場はシダックスカルチャーホール。
12月12日、『「ARIGATEENA TV」熱闘マシェバラGIRLSへの道』の前半戦の新人枠特典として渋谷クロスFMの「すきラジ」に水瀬愛莉の出演が決定。日程は12月14日。
12月13日、マシェバラの「真剣劇場！ガチトーーク -リアルイベント-」に水瀬愛莉が出演。アーカイブはYoutubeにて公開中。
12月14日、渋谷クロスFMの「すきラジ」に水瀬愛莉が出演。
12月21日、『「ARIGATEENA TV」熱闘マシェバラGIRLSへの道』にて水瀬愛莉が7位を獲得。テレビ埼玉の『極楽山本・ロンブー亮の「ARIGATEENA TV」』 への出演が決定。
12月29日、「ARIGATEENA TV」1月大会に水瀬愛莉が参戦。配信審査期間は12月29日から2024年1月12日まで。
　　　　　　水瀬愛莉が初参加したマシェバラガールズYouTubeが公開。

### 2024年
1月7日、テレビ埼玉の『極楽山本・ロンブー亮の「ARIGATEENA TV」』 #166に水瀬愛莉が出演。
1月9日、水瀬愛莉が参加したマシェバラガールズYouTubeが公開。
1月15日、「ARIGATEENA TV」1月大会にて水瀬愛莉は13位。
1月24日、NEXT IDOL GRANDPRIX 2024（以降 NIG2024と記載）出演権を賭けた予選に参加。 おとめむはBブロック。予選ではミクチャアプリでの「LIVE配信+動画投稿ポイント審査」「動画Like審査」、無料投票サイト ミクチャエールでの「ファン投票審査」、2月3日～2月6日の4日間TwinBoxにて行われる「ライブ動員審査」の4つの審査を実施し13組が決勝進出。予選期間は1月24日から2月19日まで。
1月26日、水瀬愛莉が参加したマシェバラガールズYouTubeが公開。
1月30日、「ARIGATEENA TV」2月大会に水瀬愛莉が参戦。配信審査期間は1月30日から2024年2月12日まで。
2月4日、「第6回 アイドルベストシンガーコンテスト」に水瀬愛莉が出演。
2月7日、NIG2024予選の2/6までの中間ランキングが発表され、おとめむはBブロック内4位。
2月13日、マヨバカ学園2月期のゲストとして水瀬愛莉が出演。配信審査期間は2月13日から2月26日まで。
2月20日、NIG2024予選をBブロック内2位で通過し決勝へ進出。
2月23日、NIG2024決勝エクストラステージに参加。期間は2月23日から2月29日まで。
3月1日、水瀬愛莉が参加したマシェバラガールズYouTubeが公開。
3月2日、「ARIGATEENA TV」3月大会に水瀬愛莉が参戦。配信審査期間は3月2日から3月15日まで。
3月3日、おとめむのシングルCDの販売開始。メンバーのサイン入り＆盤面楽曲名手書きで各曲10枚限定。
3月4日、NIG2024決勝に参加。 予選の審査項目に「中間ライブ動員審査」「最終ライブ動員審査」「審査員投票審査」「Paton審査」「UP-Tオリジナルグッズ販売バトル審査」が追加。「中間ライブ審査」は3月16日、17日の2日間TFTホール500にて実施。「最終ライブ動員審査」及び「審査員投票審査」は3月28日TOKYO DOME CITY HALLにて実施。決勝期間は3月4日から3月28日まで。
　　　　本決勝期間中24日間でアイドルソング55曲を習得するチャレンジを実施。前記55曲におとめむオリジナル楽曲10曲を合わせた計65曲でワンマンライブを開催することが決定。
3月7日、おとめむLINE公式アカウントが開設。
3月15日、水瀬愛莉が参加したマシェバラガールズYouTubeが公開。
3月16日、NIG2024中間ライブをTFTホール500で実施。
3月28日、NIG2024決勝最終ライブをTOKYO DOME CITY HALLで実施。
4月1日、おとめむのファンネームが「とどめ隊」に決定。
4月4日、おとめむワンマンライブの開催が決定。日本アイドル史代表曲カバー55曲およびおとめむオリジナル楽曲11曲の計66曲を1日で披露。開催日は6/23。会場は六本木BIG HOUSE。
6月1日、TOKYO LADIES COLLECTION LIVE&RUNWAY Vol.2のランウェイにMIMAが出演。
　　　　 オープンチャット「とどめ隊FAMILYチャット」が開設。
6月23日、ワンマンライブを開催。「我が身世にふる」「らむらむ？ラブソング」を初披露。「らむらむ？ラブソング」にて新衣装を初披露。ファン参加型チャレンジ企画が始動。条件達成で無銭ワンマンライブを開催。
6月29日、fmいずみ「アイ情報曲情報局」にて「らむらむ？ラブソング」が放送された。

## メンバー
※オフィシャルサイトの「MEMBER」の記載に準拠。
| 名前                      | 誕生日                 | 血液型 | 出身地   | 担当カラー |
| ------------------------- | ---------------------- | ------ | -------- | ---------- |
| 矢野みさき （やのみさき） | 2006年5月2日（18歳）   | O型    | 神奈川県 | 赤色       |
| 水瀬愛莉 （みなせあいり） | 1994年2月22日（31歳）  | O型    | 栃木県   | 紫色       |
| MIMA （ミマ）             | 2003年3月20日（21歳）  | ー     | スペイン | 桃色       |
| 依都 （エツ）             | 1998年10月18日（26歳） | B型    | 中国     | 緑色       |

### 元メンバー
| 名前                        | 誕生日               | 血液型 | 出身地 | 担当カラー |
| --------------------------- | -------------------- | ------ | ------ | ---------- |
| あお                        | ー                   | ー     | ー     | ー         |
| ひろき                      | ー                   | ー     | ー     | ー         |
| 木口京香 （きぐちきょうか） | 2001年4月3日（23歳） | A型    | 大分県 | 橙色       |

## ディスコグラフィ

### 配信楽曲
|    | リリース       | タイトル             | 備考                                                           |
| -- | -------------- | -------------------- | -------------------------------------------------------------- |
| 1  | 2022年6月9日   | Hirari Mau           | 作詞：TETSU、作曲：JUNDO                                       |
| 2  | 2022年6月9日   | Pop'n'Roll           | 作詞：TETSU、作曲：JUNDO                                       |
| 3  | 2022年8月7日   | Mikeneko Sunny Day!  | 作詞：コノミ美希、作曲：JUNDO                                  |
| 4  | 2022年8月7日   | ここからストーリー   | 作詞：まりな、作曲：まりな                                     |
| 5  | 2022年10月18日 | Precious time        | 作詞：MIMA、作曲：JUNDO メンバーのMIMAが作詞を担当             |
| 6  | 2022年10月19日 | 凛々しくネ           | 作詞：マサムネ ヨシダ、作曲：JUNDO                             |
| 7  | 2022年10月20日 | ひかり花             | 作詞：TETSU, JUNDO、作曲：JUNDO                                |
| 8  | 2022年12月15日 | 恋しかるらむ         | 作詞：Zinee、作曲：Zinee                                       |
| 9  | 2022年12月16日 | 君にとどめむ         | 作詞：マサムネ ヨシダ、作曲：miifuu おとめむ初のオリジナル楽曲 |
| 10 | 2023年12月27日 | 我が身世にふる       | 作詞：黒川 隆介、作曲：Zinee                                   |
| 11 | 2024年6月25日  | らむらむ？ラブソング | 作詞：美広まりな、作曲：美広まりな                             |

## ライブ・イベント

### ワンマンライブ
| 年     | 日程     | 会場                 | 備考                           |
| ------ | -------- | -------------------- | ------------------------------ |
| 2021年 | 8月29日  | SHIBUYA DESEOmini    | デビューライブ                 |
| 2022年 | 10月30日 | SHIBUYA DESEOmini    | 新体制での初のワンマンライブ   |
| 2022年 | 12月21日 | 六本木BIG HOUSE      | MCスペシャルゲスト：レギュラー |
| 2023年 | 2月23日  | 渋谷 CLUB CAMELOT B2 | 水瀬愛莉 生誕祭                |
| 2023年 | 3月21日  | 渋谷 CLUB CAMELOT B2 | MIMA 生誕祭                    |
| 2023年 | 4月30日  | 渋谷 CLUB CAMELOT B2 | 木口京香、矢野みさき 生誕祭    |
| 2024年 | 6月23日  | 六本木BIG HOUSE      | 1日66曲披露                    |

### 対バンライブ
| 年     | 日程     | 公演名                                                                      | 会場                                | 備考                                       |
| ------ | -------- | --------------------------------------------------------------------------- | ----------------------------------- | ------------------------------------------ |
| 2021年 | 10月10日 | IDOL BABA祭                                                                 | 高田馬場BSホール                    | 矢野みさき 1名での出演                     |
| 2022年 | 5月8日   | SUNDAY Re:voice 1000 2部                                                    | 池袋リヴォイス                      | 木口京香、水瀬愛莉が対バンライブ初参加     |
| 2022年 | 5月15日  | フューチャーアイドルゲート Level3 DAY                                       | 上野音横丁                          |                                            |
| 2022年 | 5月21日  | SATURDAY Re:voice 1000 2部                                                  | 池袋リヴォイス                      |                                            |
| 2022年 | 5月22日  | フューチャーアイドルゲート Level4 DAY                                       | 上野音横丁                          |                                            |
| 2022年 | 5月29日  | フューチャーアイドルゲート Level5 DAY                                       | 上野音横丁                          |                                            |
| 2022年 | 6月11日  | Girls Face in Shinjuku                                                      | 新宿 Zirco Tokyo                    |                                            |
| 2022年 | 6月12日  | Key Fes! 1部                                                                | ジールシアター東京                  |                                            |
| 2022年 | 6月16日  | ILJ spirits                                                                 | 新高円寺 LOFT X                     |                                            |
| 2022年 | 6月19日  | SUNDAY Re:voice 1000 2部                                                    | 池袋リヴォイス                      |                                            |
| 2022年 | 6月22日  | ILJ annex                                                                   | GOTANDA G2                          |                                            |
| 2022年 | 6月25日  | 「あいちゅん生誕祭2022」～ソロでも変わらず愛してね♡～                       | 秋葉原トークライブBAR from scratch  |                                            |
| 2022年 | 6月26日  | ラムネとソーダのノンフィクション Vol.21                                     | 秋葉原 SinfoniA                     |                                            |
| 2022年 | 6月26日  | ILJ annex                                                                   | 六本木BIGHOUSE                      |                                            |
| 2022年 | 7月13日  | 「秋葉原shout!!」supported by SeeKa                                         | 秋葉原 SinfoniA                     |                                            |
| 2022年 | 7月16日  | ILJ annex 2部                                                               | 六本木BIGHOUSE                      |                                            |
| 2022年 | 7月17日  | SUNDAY Re:voice 1000 2部                                                    | 池袋リヴォイス                      |                                            |
| 2022年 | 7月18日  | GIRLS LIVE PARK Vol.105                                                     | 池袋LIVE INN ROSA                   |                                            |
| 2022年 | 8月2日   | IDOL MONSTER                                                                | SHINJUKU motion                     |                                            |
| 2022年 | 8月4日   | SeeKaアイドルフェス                                                         | 秋葉原Live Cafe&bar Theia           |                                            |
| 2022年 | 8月7日   | アイドルステーション                                                        | 稲毛海岸野外音楽堂                  | 初の野外ライブ                             |
| 2022年 | 8月11日  | テトライブ Vol.6                                                            | GOTANDA G3                          |                                            |
| 2022年 | 8月13日  | ILJ annex                                                                   | 六本木BIGHOUSE                      |                                            |
| 2022年 | 8月14日  | AKIBA GIRL'S LINKS Vol.24                                                   | 秋葉原ZEST                          |                                            |
| 2022年 | 8月16日  | MI・RA・I SUPER LIVE 2022                                                   | 渋谷近未来会館                      |                                            |
| 2022年 | 8月19日  | MI・RA・I SUPER LIVE 2022                                                   | 渋谷近未来会館                      |                                            |
| 2022年 | 8月21日  | 渋谷の中心でコールを叫ぶ16                                                  | 渋谷 CLUB CAMELOT B2                |                                            |
| 2022年 | 8月27日  | Dream Collection 夏フェス Day1                                              | 1000 CLUB                           |                                            |
| 2022年 | 8月28日  | アイドル放課後プロジェクト特別編 1部                                        | S.U.B TOKYO                         |                                            |
| 2022年 | 9月23日  | 渋谷の中心でコールを叫ぶ18                                                  | 渋谷 CLUB CAMELOT B2                |                                            |
| 2022年 | 10月15日 | MI・RA・I SUPER LIVE 2022 Saturday Special Stage編                          | 渋谷近未来会館                      |                                            |
| 2022年 | 11月6日  | LIVEプラス -SUNDAY- 2部                                                     | 池袋リヴォイス                      | MIMA、依都が対バンライブ初参加             |
| 2022年 | 11月19日 | LIVEプラス -SATURDAY- 2部                                                   | 池袋リヴォイス                      | 水瀬愛莉 欠席                              |
| 2022年 | 11月20日 | MI・RA・I SUPER LIVE 2022                                                   | 渋谷近未来会館                      | 水瀬愛莉 欠席 候補生の彩月菜夢が代役で参加 |
| 2022年 | 11月23日 | CAMELOT SUPER LIVE 2部                                                      | 渋谷CLUB CAMELOT                    |                                            |
| 2022年 | 11月26日 | MI・RA・I SUPER LIVE 2022                                                   | 渋谷近未来会館                      |                                            |
| 2022年 | 11月27日 | SKYZ 低価格 IDOL PARTY PLUS                                                 | 新宿ホリデイ                        |                                            |
| 2023年 | 1月11日  | Dream Collection                                                            | 渋谷近未来会館                      | 依都 欠席                                  |
| 2023年 | 1月14日  | MI・RA・I SUPER LIVE 2023                                                   | GOTANDA G7                          | 矢野みさき、依都 欠席                      |
| 2023年 | 1月14日  | LIVEプラス -SATURDAY- 1部                                                   | 池袋リヴォイス                      | 依都 欠席                                  |
| 2023年 | 1月14日  | LIVEプラス -SATURDAY- 2部                                                   | 池袋リヴォイス                      | 依都 欠席                                  |
| 2023年 | 1月15日  | B.U.D vol.58 ～Beautiful unique Dream～                                     | Shinjuku HEIST                      | 依都 欠席                                  |
| 2023年 | 1月15日  | LIVEプラス -SUNDAY- 1部                                                     | 池袋リヴォイス                      | 依都 欠席                                  |
| 2023年 | 1月17日  | IDOL FANCY                                                                  | SHINJUKU motion                     | 依都 欠席                                  |
| 2023年 | 1月18日  | LIVE REVO ～WEDNESDAY 1COIN～                                               | 池袋リヴォイス                      | 依都 欠席                                  |
| 2023年 | 1月20日  | MI・RA・I SUPER LIVE 2023                                                   | GOTANDA G4                          |                                            |
| 2023年 | 1月22日  | LIVEプラス -SUNDAY- 1部                                                     | 池袋リヴォイス                      |                                            |
| 2023年 | 1月22日  | LIVEプラス -SUNDAY- 2部                                                     | 池袋リヴォイス                      |                                            |
| 2023年 | 1月27日  | LeveLing!! アネリス                                                         | 池袋RED-Zone ANERIS                 |                                            |
| 2023年 | 1月28日  | ILJ annex                                                                   | 六本木BIGHOUSE                      | 矢野みさき 欠席                            |
| 2023年 | 1月28日  | LIVEプラス -SATURDAY- 1部                                                   | 池袋リヴォイス                      |                                            |
| 2023年 | 1月28日  | LIVEプラス -SATURDAY- 2部                                                   | 池袋リヴォイス                      |                                            |
| 2023年 | 1月29日  | MI・RA・I SUPER LIVE 2023                                                   | GOTANDA G7                          |                                            |
| 2023年 | 1月29日  | LIVEプラス -SUNDAY- 1部                                                     | 池袋リヴォイス                      |                                            |
| 2023年 | 1月29日  | LIVEプラス -SUNDAY- 2部                                                     | 池袋リヴォイス                      |                                            |
| 2023年 | 1月30日  | Shinjuku HEIST presents INVITATION                                          | Shinjuku HEIST                      |                                            |
| 2023年 | 2月1日   | Dream Collection                                                            | 渋谷近未来会館                      |                                            |
| 2023年 | 2月3日   | アルティメットMIX                                                           | 新宿FATE                            |                                            |
| 2023年 | 2月7日   | Great Value 15th. Night                                                     | 池袋エンタメ横丁                    | 依都 欠席                                  |
| 2023年 | 2月10日  | MI・RA・I SUPER LIVE 2023                                                   | GOTANDA G7                          | 矢野みさき 欠席                            |
| 2023年 | 2月12日  | 東西聖戦 IDOL COLOSSEUM 東京1回戦                                           | WARP SHINJUKU                       |                                            |
| 2023年 | 2月15日  | Dream Collection                                                            | 渋谷近未来会館                      |                                            |
| 2023年 | 2月19日  | 京成ローザ⑩×SKY WAVE FM presents ちば缶 vol.7                               | 京成ローザ⑩シネマ5                  |                                            |
| 2023年 | 2月21日  | アルティメットMIX                                                           | 新宿FATE                            | 矢野みさき 欠席                            |
| 2023年 | 2月22日  | ILJ annex                                                                   | GOTANDA G2                          |                                            |
| 2023年 | 2月24日  | MI・RA・I SUPER LIVE 2023                                                   | GOTANDA G7                          |                                            |
| 2023年 | 2月24日  | アルティメットMIX                                                           | 新宿FATE                            |                                            |
| 2023年 | 2月25日  | アイドル放課後プロジェクト特別編                                            | S.U.B TOKYO                         | 矢野みさき 欠席                            |
| 2023年 | 2月25日  | アイドル放課後プロジェクト特別編                                            | S.U.B TOKYO                         |                                            |
| 2023年 | 2月25日  | LIVEプラス -SATURDAY- 2部                                                   | 池袋リヴォイス                      |                                            |
| 2023年 | 2月26日  | 東西聖戦 IDOL COLOSSEUM 東京2回戦                                           | WARP SHINJUKU                       |                                            |
| 2023年 | 2月28日  | アルティメットMIX                                                           | 新宿FATE                            | 矢野みさき、木口京香、MIMA 欠席            |
| 2023年 | 3月3日   | 「ひなまちゅり ～SeeKa IDOL FESTIVAL～」 vol.4                              | 秋葉原 SinfoniA                     | 矢野みさき 欠席                            |
| 2023年 | 3月4日   | アイドル放課後プロジェクト特別編 1部                                        | S.U.B TOKYO                         | 矢野みさき 欠席                            |
| 2023年 | 3月4日   | アイドルプラネタリウム Vol.66                                               | 秋葉原COSMIC LAB                    | 矢野みさき 欠席                            |
| 2023年 | 3月5日   | LIVEプラス -SUNDAY- 2部                                                     | 池袋リヴォイス                      | 矢野みさき 欠席                            |
| 2023年 | 3月10日  | MI・RA・I SUPER LIVE 2023                                                   | GOTANDA G7                          |                                            |
| 2023年 | 3月11日  | ゑどっこらいぶ                                                              | 六本木BIGHOUSE                      | 矢野みさき 欠席                            |
| 2023年 | 3月11日  | SATURDAY iDOL MARCH 1部                                                     | 池袋リヴォイス                      |                                            |
| 2023年 | 3月11日  | SATURDAY iDOL MARCH 2部                                                     | 池袋リヴォイス                      |                                            |
| 2023年 | 3月17日  | AIDOL COUNTERATTACH                                                         | TwinBox GARAGE                      |                                            |
| 2023年 | 3月19日  | SOGAフェス                                                                  | フェスティバルウォーク蘇我          |                                            |
| 2023年 | 3月24日  | MI・RA・I SUPER LIVE 2023                                                   | GOTANDA G7                          | 水瀬愛莉 欠席                              |
| 2023年 | 3月25日  | 東西聖戦 IDOL COLOSSEUM 東京3回戦                                           | WARP SHINJUKU                       |                                            |
| 2023年 | 3月26日  | Dream Collection -キプリスモルホォ椎奈利歩卒業公演!!-                       | SHIBUYA RING                        | 水瀬愛莉 欠席                              |
| 2023年 | 3月31日  | ヨノハテG定期公演 GEKISHOW Vol.04                                           | 浅草VAMPKIN                         | 矢野みさき、水瀬愛莉 欠席                  |
| 2023年 | 4月1日   | わんぱくらんど2023 駅前アイドル                                             | 川越クレアパーク                    | 矢野みさき 欠席                            |
| 2023年 | 4月8日   | 夢アン4周年記念対バン                                                       | GOTANDA G6                          | 水瀬愛莉 欠席                              |
| 2023年 | 4月9日   | 駅前アイドル                                                                | 八街駅北口                          | 水瀬愛莉 欠席                              |
| 2023年 | 4月15日  | 東西聖戦 IDOL COLOSSEUM 東京準決勝                                          | WARP SHINJUKU                       |                                            |
| 2023年 | 5月6日   | 東西聖戦 IDOL COLOSSEUM 東京決勝                                            | WARP SHINJUKU                       | 木口京香 欠席 候補生の彩月菜夢が代役で参加 |
| 2023年 | 5月13日  | Great Value Special Night Event                                             | 西川口Galaxy                        | 木口京香、依都 欠席                        |
| 2023年 | 6月2日   | mews FRI DAY REGULAR LIVE                                                   | 秋葉原COSMIC LAB                    |                                            |
| 2023年 | 6月3日   | アイドルプラネタリウム Vol.86                                               | 秋葉原COSMIC LAB                    |                                            |
| 2023年 | 6月4日   | アイドルプラネタリウム Vol.87                                               | 秋葉原COSMIC LAB                    |                                            |
| 2023年 | 6月30日  | MI・RA・I SUPER LIVE 2023                                                   | 渋谷近未来会館                      |                                            |
| 2023年 | 7月1日   | SATURDAY iDOL MARCH                                                         | 池袋リヴォイス                      |                                            |
| 2023年 | 7月2日   | ゑどっこらいぶ                                                              | 原宿RUIDO                           |                                            |
| 2023年 | 7月8日   | アイドルソロクイーンコンテスト関東地区予選②                                 | 王子ドームホール                    | 水瀬愛莉、MIMAが参加                       |
| 2023年 | 7月21日  | MI・RA・I SUPER LIVE 2023                                                   | 渋谷近未来会館                      |                                            |
| 2023年 | 7月22日  | アイドルソロクイーンコンテスト関東地区準々決勝                              | 渋谷さくらホール                    | 水瀬愛莉、MIMAが参加                       |
| 2023年 | 7月22日  | ゑどっこらいぶ                                                              | GOTANDA G7                          |                                            |
| 2023年 | 7月23日  | アイドルソロクイーンコンテスト関東地区準決勝                                | 渋谷さくらホール                    | 水瀬愛莉、MIMAが参加                       |
| 2023年 | 7月30日  | 千葉テレビ チアアップ★インディーズK 収録ライブ Girls, Be Higher Self vol.24 | 中目黒スパークジョイ                |                                            |
| 2023年 | 7月30日  | LIVEプラス -SUNDAY-                                                         | 池袋リヴォイス                      |                                            |
| 2023年 | 8月5日   | オーシャンパークサマーカーニバル                                            | 道の駅鴨川オーシャンパーク 海側広場 | 矢野みさき 欠席                            |
| 2023年 | 8月13日  | #iDOLRiZM                                                                   | GOTANDA G4                          |                                            |
| 2023年 | 8月13日  | MI・RA・I SUPER LIVE 2023                                                   | 渋谷近未来会館                      |                                            |
| 2023年 | 8月18日  | MI・RA・I SUPER LIVE 2023                                                   | GOTANDA G7                          | 水瀬愛莉 欠席                              |
| 2023年 | 8月24日  | Notte Rossa                                                                 | 渋谷CLUB ROSSO                      |                                            |
| 2023年 | 8月26日  | ゑどっこらいぶ                                                              | GOTANDA G7                          |                                            |
| 2023年 | 8月27日  | ぷらっと新宿                                                                | 新宿planetplanet                    |                                            |
| 2023年 | 8月27日  | アイドルプラネタリウム Vol.97                                               | 秋葉原COSMIC LAB                    | 矢野みさき 欠席                            |
| 2023年 | 8月30日  | SeeKa IDOL FESTIVAL vol.37                                                  | 秋葉原 SinfoniA                     |                                            |
| 2023年 | 8月31日  | IDOL NEXT DIVA                                                              | 池袋mismatch                        |                                            |
| 2023年 | 9月3日   | DESEO SUPER LIVE 1部                                                        | 渋谷DESEO                           |                                            |
| 2023年 | 9月3日   | DESEO SUPER LIVE 2部                                                        | 渋谷DESEO                           |                                            |
| 2023年 | 9月3日   | 池袋解放区 -FREE GIG- 2部                                                   | 池袋リヴォイス                      |                                            |
| 2023年 | 9月8日   | MI・RA・I SUPER LIVE 2023                                                   | 渋谷近未来会館                      |                                            |
| 2023年 | 9月9日   | ゑどっこらいぶ 2部                                                          | 六本木BIGHOUSE                      |                                            |
| 2023年 | 9月10日  | #iDOLRiZM                                                                   | GOTANDA G4                          |                                            |
| 2023年 | 9月10日  | 池袋解放区 -FREE GIG- 1部                                                   | 池袋リヴォイス                      |                                            |
| 2023年 | 9月15日  | MI・RA・I SUPER LIVE 2023                                                   | 渋谷近未来会館                      |                                            |
| 2023年 | 9月16日  | 池袋解放区 -FREE GIG- 1部                                                   | 池袋リヴォイス                      |                                            |
| 2023年 | 9月16日  | 池袋解放区 -FREE GIG- 2部                                                   | 池袋リヴォイス                      |                                            |
| 2023年 | 9月23日  | アイドルプラネタリウム Vol.100 2部                                          | 秋葉原COSMIC LAB                    |                                            |
| 2023年 | 9月23日  | 池袋解放区 -FREE GIG- 2部                                                   | 池袋リヴォイス                      |                                            |
| 2023年 | 9月24日  | 道玄坂かよ！ Vol.4                                                          | Spotify O-Crest                     |                                            |
| 2023年 | 9月29日  | MI・RA・I SUPER LIVE 2023                                                   | 渋谷近未来会館                      |                                            |
| 2023年 | 9月30日  | ステラ☆GIRLS Party2023                                                      | GOTANDA G4                          |                                            |
| 2023年 | 9月30日  | ゑどっこらいぶ 2部                                                          | GOTANDA G7                          |                                            |
| 2023年 | 10月1日  | アイドルプラネタリウム Vol.102 2部                                          | 秋葉原COSMIC LAB                    |                                            |
| 2023年 | 10月14日 | 池袋解放区 -FREE GIG- 1部                                                   | 池袋リヴォイス                      |                                            |
| 2023年 | 10月14日 | 池袋解放区 -FREE GIG- 2部                                                   | 池袋リヴォイス                      |                                            |
| 2023年 | 10月15日 | アイドルキャンパスα 1部                                                     | 上野公園水上音楽堂                  | 矢野みさき 欠席                            |
| 2023年 | 10月15日 | 池袋解放区 -FREE GIG- 1部                                                   | 池袋リヴォイス                      | 矢野みさき 欠席                            |
| 2023年 | 10月15日 | 池袋解放区 -FREE GIG- 2部                                                   | 池袋リヴォイス                      | 矢野みさき 欠席                            |
| 2023年 | 10月22日 | 池袋解放区 -FREE GIG- 1部                                                   | 池袋リヴォイス                      | 矢野みさき 欠席                            |
| 2023年 | 10月22日 | 池袋解放区 -FREE GIG- 2部                                                   | 池袋リヴォイス                      | 矢野みさき 欠席                            |
| 2023年 | 10月28日 | ikebukuro 1COIN HALOWEEN 1部                                                | 池袋リヴォイス                      | 矢野みさき 欠席                            |
| 2023年 | 10月28日 | ikebukuro 1COIN HALOWEEN 2部                                                | 池袋リヴォイス                      | 矢野みさき 欠席                            |
| 2023年 | 11月11日 | 池袋解放区 -FREE GIG- 1部                                                   | 池袋リヴォイス                      |                                            |
| 2023年 | 11月11日 | 池袋解放区 -FREE GIG- 2部                                                   | 池袋リヴォイス                      |                                            |
| 2023年 | 11月12日 | 池袋解放区 -FREE GIG- 1部                                                   | 池袋リヴォイス                      |                                            |
| 2023年 | 11月12日 | 池袋解放区 -FREE GIG- 2部                                                   | 池袋リヴォイス                      |                                            |
| 2023年 | 11月17日 | 新宿侍魂11                                                                  | 新宿SAMURAI                         |                                            |
| 2023年 | 11月18日 | 池袋解放区 -FREE GIG- 1部                                                   | 池袋リヴォイス                      |                                            |
| 2023年 | 11月18日 | 池袋解放区 -FREE GIG- 2部                                                   | 池袋リヴォイス                      |                                            |
| 2023年 | 11月19日 | 池袋解放区 -FREE GIG- 1部                                                   | 池袋リヴォイス                      |                                            |
| 2023年 | 11月19日 | 池袋解放区 -FREE GIG- 2部                                                   | 池袋リヴォイス                      |                                            |
| 2023年 | 11月26日 | 池袋解放区 -FREE GIG- 1部                                                   | 池袋リヴォイス                      |                                            |
| 2023年 | 12月1日  | AKIBA iDOL FACTORY Vol.44                                                   | 秋葉原ZEST                          |                                            |
| 2023年 | 12月3日  | 池袋解放区 -FREE GIG- 2部                                                   | 池袋リヴォイス                      | 矢野みさき 欠席                            |
| 2023年 | 12月15日 | MUSICA LIVE HOUSE Vol.63                                                    | 秋葉原ZEST                          | 矢野みさき 欠席                            |
| 2023年 | 12月16日 | 池袋解放区 -FREE GIG-                                                       | 池袋リヴォイス                      | 矢野みさき 欠席                            |
| 2023年 | 12月17日 | MI・RA・I SUPER LIVE 2023                                                   | 渋谷近未来会館                      |                                            |
| 2023年 | 12月17日 | 池袋解放区 -FREE GIG- 1部                                                   | 池袋リヴォイス                      |                                            |
| 2023年 | 12月17日 | 池袋解放区 -FREE GIG- 2部                                                   | 池袋リヴォイス                      |                                            |
| 2023年 | 12月20日 | SeeKa IDOL FESTIVAL                                                         | 秋葉原 SinfoniA                     |                                            |
| 2023年 | 12月21日 | SKYZ スリーマン IDOL PARTY                                                  | 秋葉原COSMIC LAB                    | 水瀬愛莉 欠席                              |
| 2024年 | 1月7日   | 池袋解放区 -FREE GIG- 2部                                                   | 池袋リヴォイス                      |                                            |
| 2024年 | 1月8日   | MI・RA・I SUPER LIVE 2024 NEW YEAR Monday Stage編                           | 渋谷近未来会館                      |                                            |
| 2024年 | 1月8日   | 池袋解放区 -FREE GIG- 1部                                                   | 池袋リヴォイス                      |                                            |
| 2024年 | 1月8日   | 池袋解放区 -FREE GIG- 2部                                                   | 池袋リヴォイス                      |                                            |
| 2024年 | 1月14日  | 池袋解放区 -FREE GIG- 1部                                                   | 池袋リヴォイス                      | 矢野みさき 欠席                            |
| 2024年 | 1月14日  | 池袋解放区 -FREE GIG- 2部                                                   | 池袋リヴォイス                      | 矢野みさき 欠席                            |
| 2024年 | 1月21日  | 池袋解放区 -FREE GIG- 1部                                                   | 池袋リヴォイス                      |                                            |
| 2024年 | 1月21日  | 池袋解放区 -FREE GIG- 2部                                                   | 池袋リヴォイス                      |                                            |
| 2024年 | 1月27日  | 池袋解放区 -FREE GIG- 1部                                                   | 池袋リヴォイス                      |                                            |
| 2024年 | 1月27日  | 池袋解放区 -FREE GIG- 2部                                                   | 池袋リヴォイス                      |                                            |
| 2024年 | 1月28日  | 池袋解放区 -FREE GIG- 1部                                                   | 池袋リヴォイス                      |                                            |
| 2024年 | 1月28日  | 池袋解放区 -FREE GIG- 2部                                                   | 池袋リヴォイス                      |                                            |
| 2024年 | 2月3日   | NEXT IDOL GRANPRIX 2024 予選ライブ動員審査                                  | TwinBox AKIHABARA                   |                                            |
| 2024年 | 2月4日   | 第6回アイドルベストシンガーコンテスト                                       | 渋谷伝承ホール                      | 水瀬愛莉が参加                             |
| 2024年 | 3月16日  | NEXT IDOL GRANPRIX 2024 中間ライブ動員審査                                  | TFTホール500                        |                                            |
| 2024年 | 3月28日  | NEXT IDOL GRANPRIX 2024 決勝最終ライブ動員審査                              | TOKYO DOME CITY HALL                |                                            |
| 2024年 | 4月14日  | 池袋解放区 -FREE GIG-                                                       | 池袋リヴォイス                      |                                            |
| 2024年 | 5月3日   | 池袋解放区 -FREE GIG-                                                       | 池袋リヴォイス                      | 矢野みさき 欠席                            |
| 2024年 | 5月18日  | 池袋解放区 -FREE GIG-                                                       | 池袋リヴォイス                      | 矢野みさき 欠席                            |
| 2024年 | 5月19日  | MI・RA・I SUPER LIVE 2024 Sunday Stage編                                    | 渋谷近未来会館                      | 矢野みさき 欠席                            |
| 2024年 | 5月25日  | -                                                                           | 秋葉原ZEST                          | 矢野みさき 欠席                            |
| 2024年 | 5月26日  | EDOCCO祭りvol.27                                                            | EDOCCO STUDIO                       | 矢野みさき 欠席                            |
| 2024年 | 6月1日   | TOKYO LADIES COLLECTION LIVE&RUNWAY Vol.2                                   | 王子ペガサスホール                  |                                            |
| 2024年 | 6月8日   | 池袋解放区 -FREE GIG-                                                       | 池袋リヴォイス                      |                                            |

## 出演

### テレビ
- あのとき告っていればどうなった？！（2023年3月19日、10月11日、日本テレビ）
- 真夜中のおバカ騒ぎ!（2023年2月、2023年4月、チバテレ・TOKYO MX）
- 極楽山本・ロンブー亮の「ARIGATEENA TV」 #132, #166～176（2023年5月7日、2024年1月7日～3月17日、テレビ埼玉）
- ♭(ふらっと)びわ湖（2023年6月3日、8月13日、びわ湖放送）[19][20]
- チアアップ★インディーズK（2023年9月28日、千葉テレビ）

### ラジオ
- おとめむ楽屋 ON STAGE（2021年10月21日 - 2022年7月21日、下北FM88.8MHz）- 毎月第3木曜放送[21]
- SHIBUYA VOICE（2021年8月24日、渋谷クロスFM）[22]
- ちば缶 ラジオ（2023年2月19日、SKYWAVE FM）
- マヨバカ学園 特別番組（2023年4月29日、2023年10月1日、2023年12月3日、渋谷クロスFM）
- おつめむVoice（2023年6月1日 - 、ナカマチ放送局 BIWA CHANNEL FM80.0MHz[23]）- 隔週木、金、土曜日放送
- Bun Bun 文化（2023年8月1日 - 8月31日、ナカマチ放送局 BIWA CHANNEL FM80.0MHz[23]）- 毎週木、金曜日放送
- すきラジ（2023年10月12日、2023年12月14日、渋谷クロスFM）